# Malva lindsayi
Malva lindsayi là một loài thực vật có hoa trong họ Cẩm quỳ. Loài này được (Moran) M.F. Ray mô tả khoa học đầu tiên năm 1998.